# Front austro-serbe (Première Guerre mondiale)
Première Guerre mondiale
Batailles
Front des Balkans
- Front austro-serbe : Campagne de Serbie (7-1914)
- Campagne de Serbie (10-1915)
- Le Cer (8-1914)
- La Kolubara (9-1914)
- Salonique (10-1915
- Krivolak (10-1915)
- Kosovo (11-1915)
- Kosturino (12-1915)
- 1re Doiran (8-1916)
- Strymon (8-1916)
- Kaïmatchalan (9-1916)
- 1re Monastir (9-1916)
- 2e Monastir (3-1917)
- 2e Doiran (4-1917)
- Skra-di-Legen (5-1918)
- Vardar (9-1918)
- Dobropolje (9-1918)
- 3e Doiran (9-1918)
- Uskub (9-1918)
- Campagne de Serbie (9-1918)

Front d'Europe de l'Ouest
Front italien
Front d'Europe de l'Est
Front africain
Front du Moyen-Orient
Bataille de l'Atlantique
Dès la déclaration de guerre de l'Autriche-Hongrie au royaume de Serbie, des opérations militaires mettent aux prises d'une part les forces serbes et monténégrines, et d'autre part les forces austro-hongroises appuyées à partir de 1915 par les forces allemandes et bulgares puis ottomanes. Elles débutent par le bombardement de Belgrade par l'artillerie austro-hongroise. Cependant, l'armée austro-hongroise, engagée par ailleurs sur le front russe, ne peut venir à bout de la Serbie. À l'automne 1915, l'arrivée de renforts allemands et l'entrée de la Bulgarie dans la Première Guerre mondiale permet aux forces des empires centraux de mener une offensive convergente aboutissant à la conquête puis à l'occupation conjointe de la Serbie. Après la retraite de l'armée serbe par l'Albanie, les opérations se poursuivent dans le sud de la Macédoine.

## Les belligérants
Dès le déclenchement de la Crise de juillet, le 28 juin 1914, les deux principaux protagonistes, l'Autriche-Hongrie et la Serbie se font face. 

## Objectifs militaires et politiques

### La liaison directe avec l'Empire ottoman
Dès les premiers jours du conflit, la question de la continuité des liens terrestres entre l'Allemagne et l'Autriche-Hongrie d'une part, l'Empire ottoman et plus tard la Bulgarie d'autre part, se pose avec acuité. 
Ainsi, en 1915, les objectifs du commandement allemand dans les Balkans visent à la réalisation d'un ensemble politique, économique et militaire géographiquement homogène, structuré autour des voies ferrées reliant la mer du Nord au Golfe Persique.

## Les opérations
Le front entre la double monarchie et la Serbie apparaît rapidement secondaire dans le conflit européen. Il est cependant actif durant tout l'été et l'automne 1914, à l'automne 1915, puis, après la retraite serbe, connaît à partir de 1916 une phase statique, avant de constituer un front mobile durant les dernières semaines du conflit, en septembre et octobre 1918.

### La campagne de 1914
Les opérations débutent dès la déclaration de guerre de la double monarchie à la Serbie, le 28 juillet 1914 dans la soirée, par le bombardement de Belgrade par l'artillerie austro-hongroise. Ainsi, ce front constitue le premier à s'enflammer en 1914 lors du déclenchement de la guerre. Au cours des semaines qui suivent, les opérations se limitent à une guerre de patrouilles le long de la frontière austro-serbe. Parallèlement à cette guerre de patrouilles, les services d'espionnage austro-hongrois parviennent à faire sauter les ponts ferroviaires, coupant les lignes de chemin de fer reliant Belgrade à Salonique, principal port par lequel les Alliés approvisionnent la Serbie.
Le 7 août 1914 les Serbes repoussent les forces austro-hongroise près de Mokra-Gora.
Le 12 août 1914, les forces austro-hongroises se lancent à l'assaut de la Serbie, le commandant austro-hongrois, Oskar Potiorek, souhaitant remporter une victoire rapide contre la Serbie par une manœuvre de flanc. Cette tentative est définitivement stoppée par deux victoires serbes, au Mont Cer le 17 août et à Jadar, le 21. À la suite de ces victoires, les Serbes, appuyés par les Monténégrins, pénètrent en Bosnie-Herzégovine. 

Le 4 septembre 1914, les troupes serbes commandées par le général Yourichitch mettent déroute l'armée autrichienne à la bataille d'Adar. 

Mais ils doivent se retirer : au début d'octobre, à la suite de la résistance des unités austro-hongroises, l'avance serbe à l'intérieur de la double-monarchie est stoppée sur la route de Palé à Sarajevo. Le 18 octobre, les unités serbes repassent la Drina, marquant la frontière entre le royaume de Belgrade et la double monarchie. 
À l'issue de cette campagne, les Serbes ont repoussé les Austro-hongrois du territoire serbe, mais se montrent incapables, pour des raisons logistiques et matérielles, d'exploiter leurs victoires à l'intérieur de la double monarchie. De même, les unités de la double monarchie ne sont pas plus parvenues à écraser la Serbie, conformément aux souhaits de Conrad.

### La campagne de 1915

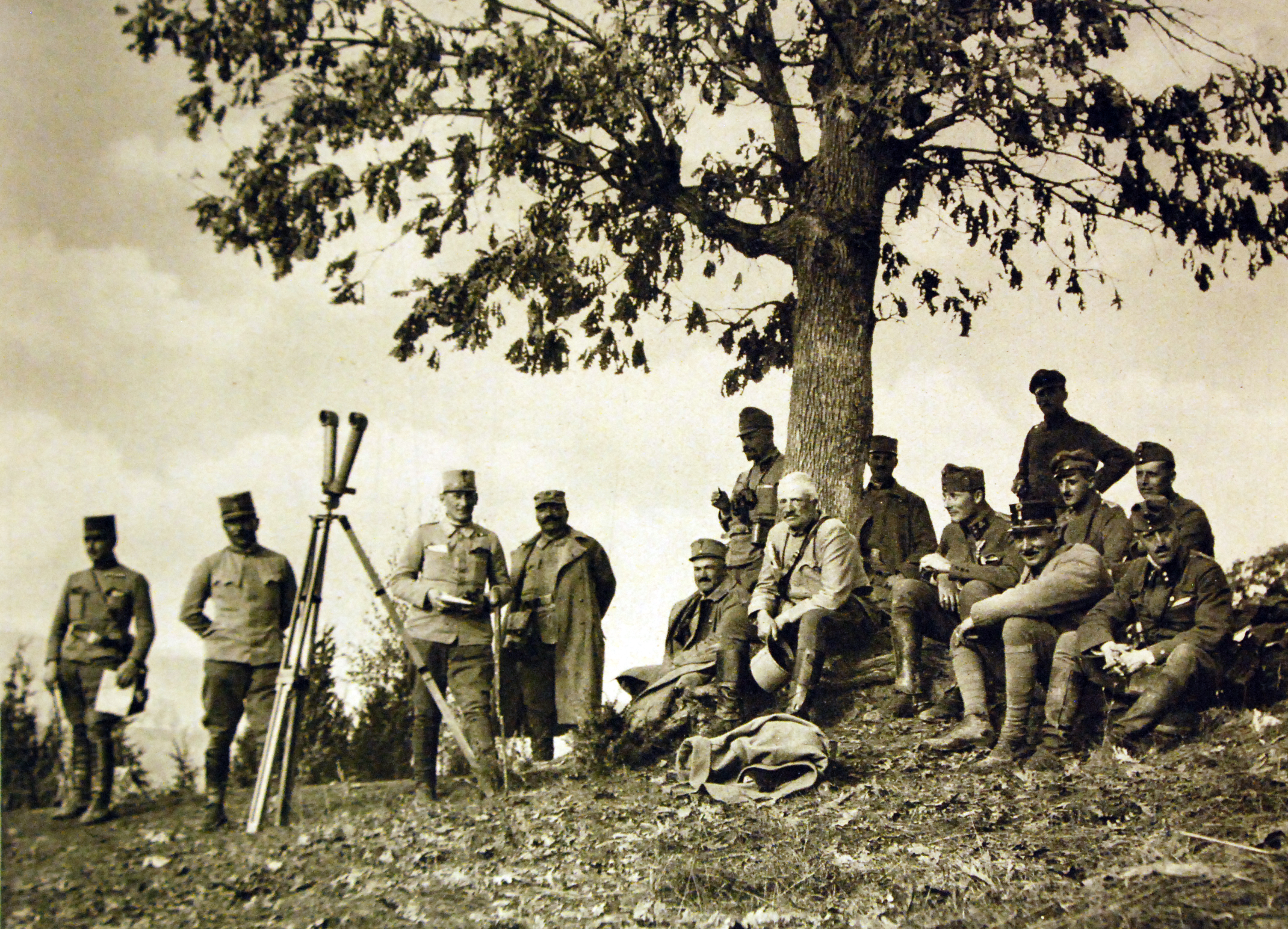
Militaires austro-hongrois avec un télémètre à Matovici, Serbie, v. 1914-1915.

En 1915, l'entrée en guerre de l'Italie aux côtés de la Serbie, puis de la Bulgarie aux côtés des puissances centrales, modifient les conditions de la confrontation austro-serbe. Au printemps, les Austro-hongrois doivent déployer des unités face à l'armée italienne, prélevées aussi sur le front de Serbie; à l'automne, appuyées par des éléments allemands, les unités austro-hongroises débutent une nouvelle campagne de Serbie, que l'intervention bulgare soutient efficacement quelques jours plus tard. 
Dans les premiers mois de l'année 1915, la guerre sur le front austro-serbe prend la forme d'une guerre de patrouilles. En avril, cependant, les Russes demandent une offensive serbe de soutien à l'avancée russe dans les Carpates; le lancement de l'offensive allemande de printemps remet en cause la planification alliée. 
Cette occasion manquée, l'entrée en guerre de l'Italie ravive les espoirs alliés d'une offensive serbe, mais les soupçons serbes, nés des négociations avec la Bulgarie, incitent le gouvernement du royaume de Belgrade à ne pas donner suite aux demandes d'offensive. 
Ainsi, après des semaines de préparation voulue la plus discrète possible,le 6 octobre 1915, l'artillerie austro-hongroise installée sur la rive droite du Danube pilonne les positions serbes installées sur la rive gauche du fleuve. Les premiers combats sont violents et les troupes germano-austro-hongroises progressent difficilement devant la résistance de l'armée et de la population serbes.
Au début de l'année 1916, le Monténégro, presque totalement encerclé par la conquête de la Serbie, est à son tour réduit. Au terme de plusieurs jours de combat et de bombardement aériens et terrestres violents, le royaume capitule le 16 janvier, le roi s'embarquant pour l'Italie avec sa cour et une partie de sa famille. 
La capitulation monténégrine menace les routes de retraite serbes, tant celles qui empruntent les voies de passage monténégrines que celle qui serpentent en Albanie; ainsi, des itinéraires sont planifiés, afin de mener les Serbes épuisés à Scutari et à Saint-Jean de Médua.

## Issue
La solidité du front austro-hongrois est remise en cause par l'armistice bulgare. Ainsi, durant le mois d'octobre 1918, les troupes de la double monarchie retraitent vers les frontières de la double monarchie.

### Retraite germano-austro-hongroise
Dès l'annonce de l'armistice bulgare, les stratèges austro-hongrois, mais aussi allemands, tentent de stopper la progression des unités alliées qui remontent depuis la Macédoine grecque; face à une avance menée avec rapidité et témérité par des unités franco-serbes bien équipées, mais ravitaillée au gré des villages serbes qu'elles trouvent sur leurs routes, les germano-austro-hongrois tentent de concentrer une armée dans la région de Nič, puis à la frontière austro-serbe. 
Une armée austro-allemande, composée de 10 divisions sous le commandement de Hermann Kövess, est alors concentrée dans la région de Belgrade, mais, face aux initiatives franco-serbes, ces troupes ne peuvent pas s'opposer efficacement à la rapide reconquête de la Serbie, en dépit de la constitution rapide d'un front organisé dans les derniers jours d'octobre 1918.
Ainsi, le 29 septembre, Uskub, en Macédoine serbe, est conquise par les troupes alliées. Nič, puis Mitroviča sont conquises le 22 octobre ; le {{nobr1er novembre suivant}}, Belgrade est libérée par les troupes franco-serbes, le régent Alexandre à leur tête.
L'armée d'Albanie opère sa retraite de façon ordonnée, sans graves troubles internes, Karl von Pflanzer-Baltin parvenant à ramener dans les frontières de la monarchie non seulement ses unités, mais aussi son matériel, tandis qu'il est talonné par les unités franco-serbes.

### Arrêt des hostilités
Le 12 novembre, alors que la Hongrie a rompu les liens qui l'unissaient à l'Autriche depuis deux semaines, une convention est signée entre les représentants du gouvernement royal hongrois et les militaires franco-serbes commandant les unités remontant depuis la Macédoine.